# Wady kształtu
Wady kształtu – grupa wad drewna określana jako odchylenia od pożądanego, okrągłego kształtu drewna, wpływające ujemnie na użyteczność drewna i jego produkty.
Do wad kształtu należą:
- zbieżystość,
- krzywizna,
- spłaszczenie,
- zgrubienie odziomkowe,
- napływy korzeniowe,
- rak,
- obrzęk.

## Źródła
- Antoni Milewski: Materialy i wyroby z drewna, poradnik zaopatrzeniowca branżysty. Państwowe Wydawnictwo Ekonomiczne, 1970, s. 55.